# St. Marys, Ohio
St. Marys är en ort i Auglaize County i delstaten Ohio, USA.